# جون برون جنسن
جون برون جنسن (بالدنماركية: Knud Bruun Jensen)‏ هو مجدف دنماركي، ولد في 2 يوليو 1929 في آرهوس في الدنمارك.

## وصلات خارجية
- جون برون جنسن على موقع الاتحاد الدولي للتجديف (الإنجليزية)
- جون برون جنسن على موقع اللجنة الأولمبية الدولية (الإنجليزية)
- جون برون جنسن على موقع أوليمبيديا (الإنجليزية)